# 베네 페렌츠
베네 페렌츠(헝가리어: Bene Ferenc, 1946년 12월 31일 ~ 2006년 12월 31일)는 헝가리의 전설적 축구선수로 주로 공격수 포지션에서 활약했으며, 그의 뛰어난 득점 능력과 날카로운 위치 선정, 드리블 기술, 그리고 양발을 자유자재로 사용하는 골 결정력 덕분에 헝가리 축구 역사에서 가장 위대한 선수 중 한 명으로 손꼽히며, 특히 그는 1964년 하계 올림픽 남자 축구에서 헝가리 대표팀의 일원으로 참가하여 총 12골을 터뜨리며 득점왕에 오름과 동시에 헝가리의 금메달 획득에 결정적 공헌을 했고, 같은 해 유럽선수권대회에서도 국가대표로 활약하며 헝가리를 3위에 올려놓는 데 중요한 역할을 수행했으며, 클럽 경력에 있어서는 주로 헝가리의 명문 구단 우이페슈트 FC에서 오랜 기간 활약하며 1961년부터 1978년까지 약 17년 동안 소속팀에서 418경기에 출전하여 303골을 넣는 기염을 토하며 헝가리 리그 역사상 최고의 골잡이 중 하나로 자리매김했고, 이 기간 동안 우이페슈트 FC와 함께 헝가리 1부 리그 우승 8회, 헝가리 컵 우승 3회 등 수많은 트로피를 들어올렸으며, 국제 클럽 대항전인 UEFA 챔피언스리그에서도 활약하여 유럽 전역에 그의 이름을 알렸고, 헝가리 축구 국가대표팀에서는
1962년부터 1979년까지 총 76경기에 출전하여 36골을 기록하며 헝가리 축구 국가대표팀 역사상 상위권 득점자로 남았으며, FIFA 월드컵에도 1966년과 1978년 두차례에 참가하여 특히 1966년 대회에서는 브라질과의 경기에서 결정적 골을 넣으며 세계적인 주목을 받았고, 이후 은퇴 후에는 유소년 및 프로 축구 지도자로 활동하며 후진 양성에 힘썼으며, 헝가리 축구의 황금기 이후 쇠퇴하던 시기에도 명예롭게 선수 생활을 이어간 인물로 평가되며, 2006년 12월 31일, 그의 60번째 생일이자 마지막 날에 생을 마감함으로써 축구 팬들과 헝가리 국민에게 깊은 슬픔을 안긴 전설적 인물이다.

## 생애
베네 페렌츠는 1946년 12월 31일 헝가리 남서부에 위치한 도시인 벌러톤우일러크에서 태어났으며, 가톨릭 신앙을 바탕으로 하는 중산층 가정에서 성장했고, 어릴 적부터 축구에 대한 열정을 보이며 지역 클럽에서 두각을 나타내기 시작했으며, 체계적 학교 교육과 함께 축구 유망주로 발탁되어 청소년 시절부터 헝가리 축구 연맹의 주목을 받았고, 결국 1961년 겨우 15세의 나이에 우이페스트 FC에 입단하여 이후 17년 동안 단일 클럽에서 활약하며 총 417경기에 출전하여 303골을 넣는 압도적인 득점력으로 헝가리 리그를 대표하는 공격수로 자리매김했으며, 1962년 16세의 나이에 헝가리 국가대표로 데뷔한 이후 총 76경기에 출전하여 36골을 기록했고, 특히 1964년 도쿄 올림픽에서 헝가리 대표팀의 일원으로 금메달을 획득하고 대회 최다 득점자인 12골을 기록하며 전 세계에 이름을 알렸고, 이후 1966년 잉글랜드 월드컵에서 헝가리가 조별리그에서 브라질을 꺾고 8강에 진출하는 데 결정적 역할을 했으며, 특히 브라질전에서의 환상적 골은 당시 세계 축구계에 깊은 인상을 남겼으며, 클럽 경력 말기에는 헝가리 내 소규모 팀들과 핀란드 클럽인 세이나요엔 파르팔로에서 짧게 뛰기도 했으며, 선수 은퇴 이후에는 헝가리 내에서 유소년 축구와 감독, 해설가 등의 역할을 수행하며 후배 양성에 힘썼고, 헝가리 축구의 전통을 잇는 인물로서 존경을 받았으나, 말년에 건강 악화로 투병 생활을 하던 중 2006년 12월 31일, 바로 그의 60번째 생일에 부다페스트에서 지병으로 인해 사망했으며, 향년 60세였고, 정확한 사망 원인은 밝혀지지 않았으나 심혈관계 질환과 관련된 합병증으로 추정되며, 그의 장례식은 헝가리 축구계 인사들이 대거 참석한 가운데 성대하게 치러졌고, 부다페스트의 페르헤기에 위치한 유명한 묘지에 묻혔으며, 베네 페렌츠는 정교한 드리블, 폭발적인 스피드, 양발 슈팅 능력, 뛰어난 위치 선정과 골 결정력으로 인해 헝가리의 황금 세대 이후 마지막 천재 스트라이커로 불리며, 어린 선수들의 롤모델이 됐고, 그가 세운 303골이라는 우이페스트 클럽 통산 최다 득점 기록은 현재까지도 깨지지 않았으며, 헝가리 축구 협회는 그의 업적을 기려 국내 리그 득점왕에게 베네 페렌츠 트로피를 수여하는 제도를 도입했고, 헝가리 내 언론과 축구계 인사들은 그를 조용한 천재 또는 축구 시인으로 기억하며, 축구에 대한 순수한 열정과 헌신적 자세는 세대를 초월한 귀감이 됐으며 헝가리 축구의 전성기를 이끌었던 인물 중 한 명으로 영원히 기억되고 있다.

## 같이 보기
- FIFA 월드컵
- 우이페슈트 FC
- 우이페슈트 TE
- 케치케메트 SC
- 케치케메트 TE
- 베네 페렌츠 트로피
- UEFA 챔피언스리그
- 1964년 하계 올림픽
- 헝가리 축구 국가대표팀
- UEFA 유럽 축구 선수권 대회